# Louis-Arsène Delaunay

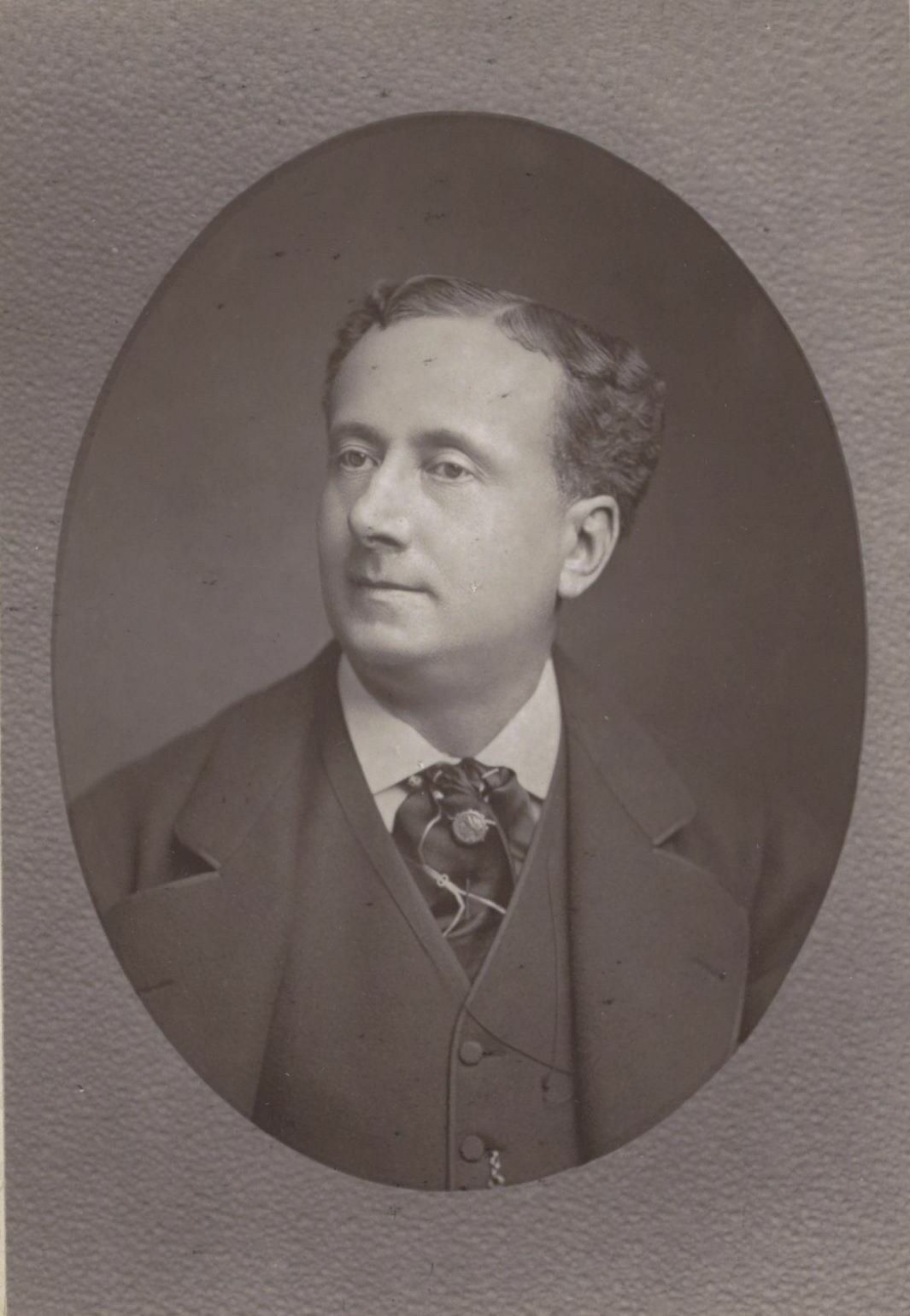
Louis-Arsène Delaunay (um 1870)

Louis-Arsène Delaunay oder Louis Arsène Delaunay (* 21. März 1826 in  Paris; † 22. September 1903) war ein französischer Schauspieler, der hauptsächlich an der Comédie-Française wirkte.

## Leben und Wirken
Delaunay wurde 1826 in Paris als Sohn eines Weinhändlers geboren. Bereits Ende der 1830er trat er in einigen Stücken am Théâtre de l’Ambigu-Comique auf. Eine Verpflichtung am Théâtre du Gymnase wurde ihm mit Verweis auf seine fehlende offizielle Ausbildung versagt. Anschließend ging er ans Pariser Konservatorium, wo er unter anderem bei Jean-Baptiste Provost studierte. 1845 verpflichtete ihn Bocage auf drei Jahre für das Ensemble des Théâtre National de l’Odéon an. Dort debütierte Delaunay in einer Inszenierung von Molières Tartuffe. Für eine Rolle in einer Komödieninszenierung erregte er erste Aufmerksamkeit. Alsbald galt er als einer aufstrebenden Schauspieler Paris’. Nach drei Jahren wechselte er an die Comédie-Française, wo er als Valère  in Molières Die Schule der Ehemänner sein Debüt gab. Für 1850 findet sich sein Name ein letztes Mal in einer Besetzungsliste am Théâtre National de l’Odéon, bevor er zum Sociétaire an der Comédie-Française wurde. Insgesamt verbrachte er dort 37 Jahre und trat in über 200 Inszenierungen auf.
Zunächst trat er vor allem in Stücken von Molière oder Pierre Carlet de Marivaux auf, erschloss sich aber mit der Rolle des Fortunio in Alfred de Mussets Le Chandelier einen neuen Rollentypus, jenen des jeune premier, also des (jugendlichen) Helden oder Liebhabers. In diesem Typus tat er sich für den Rest seiner Karriere hervor. Besonders profilierte er sich in Stücken von Musset, doch auch in Stücken von Émile Augier, Auguste Vacquerie und François Ponsard. Später ersetzte er auch Jean Baptiste Prosper Bressant in verschiedenen Rollen, unter anderem in der Hauptrolle in Molières Don Juan. Daneben tat er sich auch als Dorante in Pierre Corneilles Der Lügner, als Horace in Molières Die Schule der Frauen und als Lélie in L'Étourdi ou les Contretemps, ebenfalls von Molière. Laut der Comédie-Française zeichnete sich Delaunay durch „Anmut“ und eine „musikalische Stimme mit ihren zarten Wendungen“ aus. Die Encyclopædia Britannica bemerkte 1911, dass sich Delaunay durch „seinen Anmut, seine wunderbare Aussprache und seine Hingabe“ hervorgetan habe. 1877 erhielt er einen Ruf an das Pariser Konservatorium als Professor für Redekunst im Drama. Zu seinen Schülern gehörte unter anderem Émilie Lerou. Mittlerweile einer der bekanntesten Schauspieler Frankreichs, ging er 1886 in den Ruhestand. Bei seiner Abschiedsvorstellung 1887 kehrte er mehrere Jahrzehnte nach seinem Durchbruch in die Rolle des Fortunio in Mussets Le Chandelier zurück. Er starb am 22. September 1903 im Alter von 77 Jahren.

## Auszeichnungen
- 1883: Chevalier der Ehrenlegion[1]